# Fritiof Schönström
Per Fritiof Schönström, född 30 juni 1844 i Klara församling i Stockholm, död 11 december 1904 i Kungsholms församling i Stockholm, var en svensk ciselör.
Han var son till skomakaren Carl Petter Schönström och Anna Britta Hjelmer. Schönström studerade vid Konstakademien i Stockholm från 1864 och medverkade i akademins utställningar från 1885. Vid utställningen 1885 visade han ett drivet och ciselerat medaljporträtt av hertig Carl av Västergötland. Han var en synnerligen skicklig yrkesman och svarade bland annat för ciseleringen av en större praktfull frukt- och blomsterskål i silver som komponerades av John Börjeson och Magnus Isæus som Sveriges kvinnors hedersgåva till kronprinsparet 1883. Schönström finns representerad vid Nationalmuseum med en ciselerad vas.